# Muttler
Il Muttler (3.294 m s.l.m. - detto anche Piz Muttler) è una montagna delle Alpi Retiche occidentali (sottosezione Alpi del Silvretta, del Samnaun e del Verwall).

## Descrizione
Si trova in Svizzera (Canton Grigioni) nel comune di Samnaun.